# Florida Championship Wrestling
Florida Championship Wrestling (FCW) és una promoció de lluita lliure professional ubicada a Tampa, Florida. És el territori de desenvolupament de nous lluitadors que no estan preparats per debutar en la World Wrestling Entertainment (WWE), l'empresa major. La promoció, en l'actualitat, la va iniciar Steve Keirn durant el 2007 per ser el segon territori de desenvolupament de la WWE, juntament amb Ohio Valley Wrestling, després que la WWE acabés el contracte amb la Deep South Wrestling, però a partir del 7 de febrer de 2008, la FCW es va transformar en l'única empresa de desenvolupament de la WWE.
El debut de FCW va ser el 26 de juny de 2007 des del Dallas Bull a Tampa, Florida.

## Campions actuals
| Campionat                                  | Campió                   | Data                   |
| ------------------------------------------ | ------------------------ | ---------------------- |
| Campionat Pes Pesat de Florida de la FCW   | Leo Kruger               | 1 de setembre de 2011  |
| Campionat en Parelles de Florida de la FCW | CJ Parker & Donny Marlow | 21 de juliol de 2011   |
| Campionat de Dives de la FCW               | Raquel Diaz              | 15 de desembre de 2011 |
| Reina de la FCW                            | Raquel Diaz              | 17 de novembre de 2011 |

### Campionats abandonats
- Campeonato Sureny Pes Pesant de la FCW

## Graduats
Aquesta és la llista de lluitadors que van passar a ser lluitadors de RAW, SmackDown! o ECW després de completar el seu entrenament al FCW.
| SmackDown! - Brie Bella - DH Smith - Drew McIntyre - Eric Escobar - Ezekiel Jackson - Hade Vansen - Kizarny - Maryse - Natalya - Nikki Bella - Primo Colón - Ryan Braddock - Scotty Goldman - Serena | ECW - Alicia Fox - DJ Gabriel - Caylen Croft - Evan Bourne - Gavin Spears - Jack Swagger - Kofi Kingston - Trent Barreta - Ricky Ortiz - Tyson Kidd - Tyler Reks - Sheamus - Vance Archer - Yoshi Tatsu | RAW - Dolph Ziggler - Rosa Mendes - Manu - Ted DiBiase |